# 추영수
추영수(秋英秀, 1937년 2월 1일~2022년 1월 3일)는 대한민국의 시인이다. 호는 수인(水仁).

## 학력
- 부산대학교 교육학 졸업

## 경력
- 계원예술고등학교 교감

## 저서

### 시집
- 《흐름의 소묘》
- 《작은 풀꽃 한송이》
- 《너도 바람아》
- 《사랑하는 자를 사랑하는 것은》
- 《천년을 하루같이》
- 《기도시집》
- 《날개로 노래로》
- 《살아 있는 이유》

### 동시화집
- 《어떻게 알았을까》

### 산문집
- 《꽃그늘인 양 아름다운 내 사랑아》

### 전기집
- 《구원의 횃불》

## 수상
- 1987년 한국평론가협회 작품상